# Peter Samuel Schilling
Peter Samuel Schilling (* 10. April 1773 in Juliusburg, Kreis Cosel; † 15. Dezember 1852 in Breslau, Provinz Schlesien) war ein deutscher Entomologe.

## Leben
Nach der Schulbildung am Gymnasium in Hirschberg studierte er in Halle bis 1795 Theologie, dann Philologie. 1795 bis 1797 war er Lehrer an der Pensions-Anstalt zu Bunzlau. 1798 lehrte er an dem traditionsreichen Maria-Magdalenen-Gymnasium zu Breslau Naturgeschichte. 1843 wurde er pensioniert.
Während seiner Lehrerzeit veröffentlichte er Zeitschriften und Bücher, die der allgemeinen Bildung der Kinder und Jugendlichen dienten. Von 1801 bis 1806 erschien die Jugendschrift Emil, oder belehrende Unterhaltungen für die Jugend, mit Kupfern illustriert. Der Stoff stammte aus Geographie, Geschichte, Technologie, Naturkunde und aus Reiseerzählungen. Kinderszenen, Anekdoten, Rätsel und Rechnungsaufgaben sind darin verflochten. Der Krieg und mangelnder Absatz führten zur Einstellung der Schrift. Sie wurde 1810 durch den Schlesischen Kinderfreund ersetzt, der aufgrund der geringen Nachfrage ebenfalls eingestellt wurde. Weitere Publikationen sind Das Mikroskop zur Verbreitung menschlicher Kenntnisse (1803), Museum der Natur (1834 und 1835) und Grundriss der Naturgeschichte für Gymnasien (1838). Anfang 1840 erschien bei Heinrich Richter in Breslau „alle Monate zwei Nummern“ eine neue Schrift Schillings: „Schlesischer Jugendfreund oder unterhaltsame Belehrungen aus dem Gebiete der Länder- und Völkerkunde, der Naturgeschichte, der Physik, Chemie. der Künste und Gewerbe“. Die Hefte sind mit farbigen Tafeln (Lithographien) illustriert. Bereits nach dem zweiten Jahrgang 1842 wurde auch diese Schrift eingestellt.
In seiner Freizeit widmete sich Samuel Schilling der Erforschung der Insektenfauna seiner Heimat. Er war Mitglied des Vereins für Entomologie in der Schlesischen Gesellschaft für vaterländische Kultur. Hier veröffentlichte er eine Reihe seiner wissenschaftlichen Beiträge. 

## Werke (Auswahl)
- Schilling, P. S., 1821: Ausführliche Beschreibung und Abbildung der zu Wien und Breslau im Monat August 1821 angeblich aus der Luft gefallenen Insekten.
- Schilling, P. S., 1829: Hemiptera Heteroptera Silesiae systematice disposuit: Beiträge zur Entomologie
- Schilling, P. S., 1830: Lustreise in die Grafschaft Glatz.
- Schilling, P. S., 1836–1841: Ausführliche Naturgeschichte des Thier-, Pflanzen- und Mineralreichs in 5 Bdn.
- Schilling P.S. 1838. Bemerkungen über die in Schlesien und Grafschaft Glatz vorgefundenen Arten der Ameisen. übers. Arb. Schles. Ges. Vaterl. Kult. (1838): 51–56;
- Schilling, P. S. 1843. Ueber die in Schlesien und der Grafschaft Glatz bisher aufgefundenen Arten der Schildwanzen. Übers Arb. Ver. Schles. Ges. Vaterl. Kult. 1842:159–160. [Lis, 1989]
- Schilling, P. S. 1844. Ueber die in Schlesien und der Grafschaft Glatz von mir gesammelten Arten der Gattung Pentatoma Latreille. Übers. Arb. Ver. Schles. Ges. Vaterl. Kult. 1843:179–184. [Lis, 1989]
- Schilling S. 1845. Systematische Übersicht der in Schlesien und der Grafschaft Glatz gesammelten Rüsselkäfer mit gebrochenen Fühlern. Uebers. Arb. Veränd.Schles. Ges. Vaterld. Kult. (1844): 73–75.
- Schilling S. 1849. Die einsam lebenden Bienen Schlesiens. Uebers. Arb. Verand. Schles. Ges. Vaterd. Kult. (1848): 99–104.
- Samuel Schillings Kleine Schul-Naturgeschichte der drei Reiche. - Breslau : Hirt, 1903–1906. Digitalisierte Ausgabe der Universitäts- und Landesbibliothek Düsseldorf, Bände 1, 2 und 3

| Personendaten    | Personendaten              |
| ---------------- | -------------------------- |
| NAME             | Schilling, Peter Samuel    |
| KURZBESCHREIBUNG | deutscher Entomologe       |
| GEBURTSDATUM     | 10. April 1773             |
| GEBURTSORT       | Juliusburg, Kreis Cosel    |
| STERBEDATUM      | 15. Dezember 1852          |
| STERBEORT        | Breslau, Provinz Schlesien |